# Середа-Голдун Ася Михайлівна
А́ся Миха́йлівна Середа́-Голду́н (нар. 28 травня 1974, Совєтська Гавань, Хабаровський край) — українська артистка музичної комедії, солістка-вокалістка Київського театру оперети. Заслужена артистка України (2014).

## Життєпис
Закінчила музичну школу на Далекому Сході, Музичне училище імені Л. Ревуцького у Чернігові (відділ фортепіано), Одеську національну музичну академію імені А. В. Нежданової (кафедра оперного співу) (2001).
У Національній опереті України з 2003 року. «Одна з найчарівніших артисток-вокалісток молодого покоління. Гармонійне поєднання жіночої вроди, розуму та багатогранного таланту дозволяють красивій актрисі і співачці з чарівним голосом створювати надзвичайно різноманітну галерею ролей», — відзначається на офіційному сайті театру.

## Ролі
- Красуня Сью («Sugar, або В джазі тільки дівчата» Джула Стайна)
- Еліза («Моя чарівна леді» Ф. Лоу)
- Дезі Брайтон («Бал у Савойї» П. Абрахама)
- Марієтта («Баядера» І. Кальмана)
- Мірабелла («Циганський барон» Й. Штрауса)
- Ліллі Ванессі, Катаріна Мінола («Цілуй мене, Кет!» К. Портера)
- Проня («За двома зайцями» В. Їльїна та В. Лукашова)
- Корина («Мадемуазель Нітуш» Ф. Ерве)
- Грасіела («Любовний монолог» за Г.-Г. Маркесом)

Грає у виставах «Вогні рампи» Г. Фролова, «Карнавал казок в Україні», «Білосніжка та семеро гномів» В. Домшинського, «Сільва» та «Містер Ікс» І. Кальмана, «Сорочинський ярмарок» О. Рябова.

## Нагороди й номінації
- 17 грудня 2014 Асі Середі-Голдун присвоєно звання Заслуженої артистки України[2].

| Рік                  | Категорія                       | Робота           | Результат |
| -------------------- | ------------------------------- | ---------------- | --------- |
| «Київська пектораль» |                                 |                  |           |
| 2006                 | Найкраще виконання жіночої ролі | Моя чарівна леді | Номінація |